# Szudajag
Szudajag – osiedle typu miejskiego w Rosji, w Republice Komi. W 2010 roku liczyło 3411 mieszkańców.